# Ludington
Ludington é uma cidade localizada no estado americano de Michigan, no Condado de Mason.

## Demografia
Segundo o censo americano de 2000, a sua população era de 8357 habitantes.
Em 2006, foi estimada uma população de 8450, um aumento de 93 (1.1%).

## Geografia
De acordo com o United States Census Bureau tem uma área de
9,5 km², dos quais 8,7 km² cobertos por terra e 0,8 km² cobertos por água. Ludington localiza-se a aproximadamente 180 m acima do nível do mar.

## Localidades na vizinhança
O diagrama seguinte representa as localidades num raio de 28 km ao redor de Ludington.